# Fagraea resinosa
Fagraea resinosa är en gentianaväxtart som beskrevs av Leenk.. Fagraea resinosa ingår i släktet Fagraea och familjen gentianaväxter. Inga underarter finns listade i Catalogue of Life.